# Witte Kat (roman)
Witte Kat is het eerste boek uit de serie De Vloekwerkers, geschreven door Holly Black. 

## Verhaal
In deze alternatieve wereld is magie verboden en komt het slechts in enkele gezinnen voor. Mensen die magie kunnen gebruiken worden vloekwerkers genoemd. Er zijn zeven verschillende types van arbeiders en om magie te kunnen gebruiken moeten vloekwerkers contact maken met andere mensen. Cassel Sharpe groeit op in zo'n vloekwerkersfamilie maar is, als enige in zijn gezin, geen vloekwerker.
Cassel Sharpe groeit op met een verschrikkelijk geheim. Hij denkt dat hij zijn vriendin Lila vermoord heeft toen Cassel viertien was, althans dat zeggen zijn twee broers. Lila was de dochter van één van de grootste criminele organisaties en een mogelijke erfgenaam. Drie jaar later komt hij al slaapwandelend op het dak van zijn internaat, elke nacht dromend van een witte kat.
Cassel besluit om de waarheid te achterhalen en gaat op onderzoek uit. Hij ontdekt dat hij wel een vloekwerker is en dat zijn broers hem gemanipuleerd hebben om mensen te transformeren in leveloze objecten. Cassel komt er ook achter dat zijn broers de witte kat opgesloten hebben. Cassel redt de witte kat die hij terug transformeert in Lila.
Nadat de transformatie succesvol is gaat Cassels leven weer redelijk normaal verder, tot Lila hem opeens vergeeft, helaas komt hij erachter dat dit het werk van zijn moeder is. Ze is een vloekwerker met de gave om emoties te veranderen. Cassel voelt zich bedrogen en naïef dat hij dacht dat Lila hem zo snel zou vergeven.